# IC 2789
IC 2789 је двојна звијезда у сазвјежђу Лав која се налази на листи објеката дубоког неба у Индекс каталогу.
Деклинација објекта је + 14° 11' 12" а ректасцензија 11h 23m 33,0s. IC 2789 је још познат и под ознакама * + gxy ?.